# Multiplicateur de focale
Un multiplicateur de focale est un accessoire que l'on intercale entre l'objectif et le boîtier et qui permet d'obtenir le cadrage que procurerait un objectif de focale plus longue que celui qu'on utilise.
Les multiplicateurs de focale son couramment utilisés par les paparazzi qui, parfois, vont jusqu'à en installer deux comme l'ont fait Pierre Suu et Sébastien Valiela pour réaliser leur célèbre photo de Mazarine Pingeot devant le restaurant Le Divellec d'une distance de 250 mètres.
Cet accessoire n'est pas une nouveauté récente. Jean-Louis Swiners, photographe à Réalités, en utilisait déjà un, acheté à New York, en 1958, sur son Leitz Telyt de 400 mm pour réaliser, par exemple, sa photographie des Chevaux de course ou bien celle du Faubourg-Saint-Denis de son essai photographique « Paris qui grogne ».

## Les différents modèles

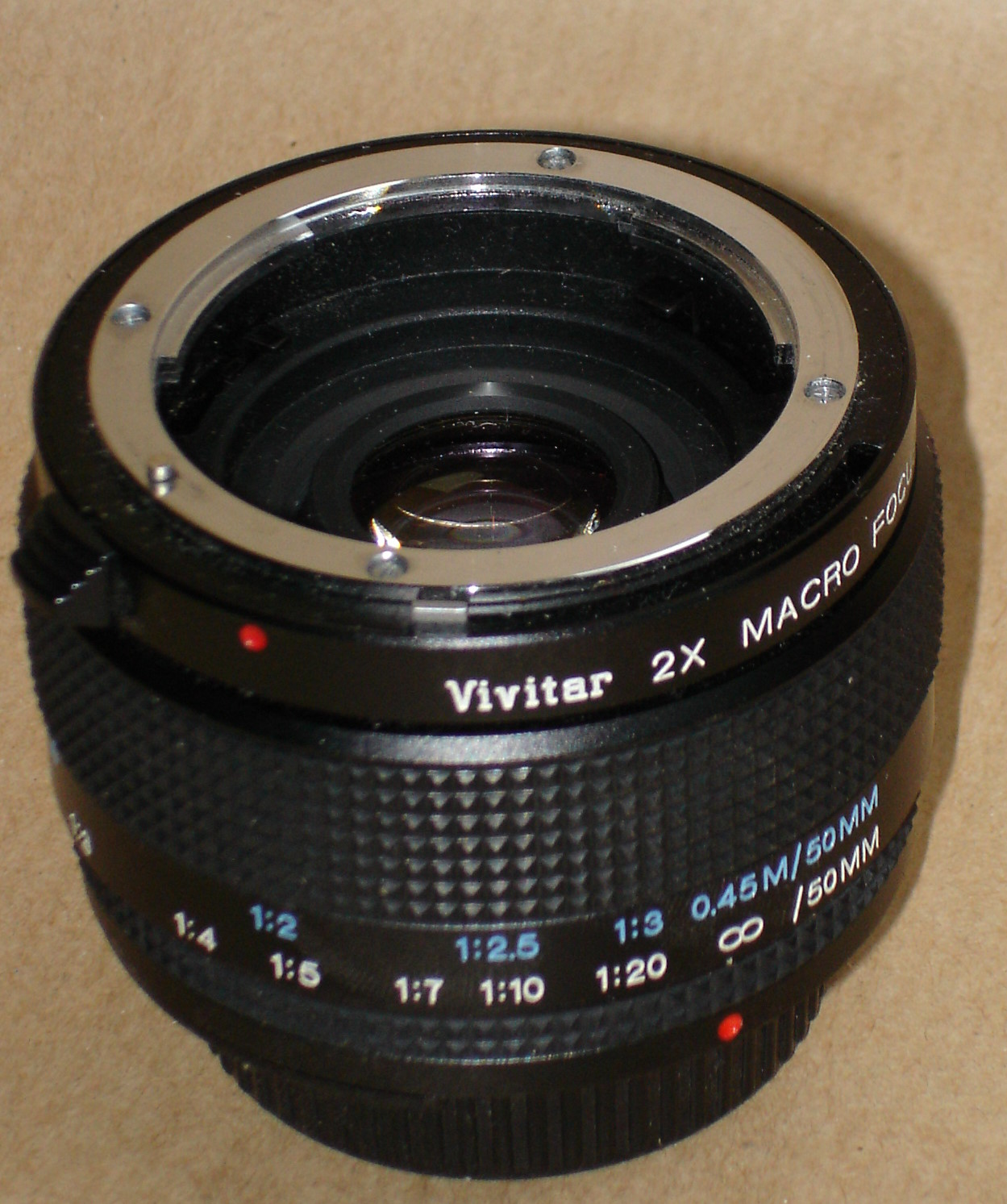
Un doubleur de focale.

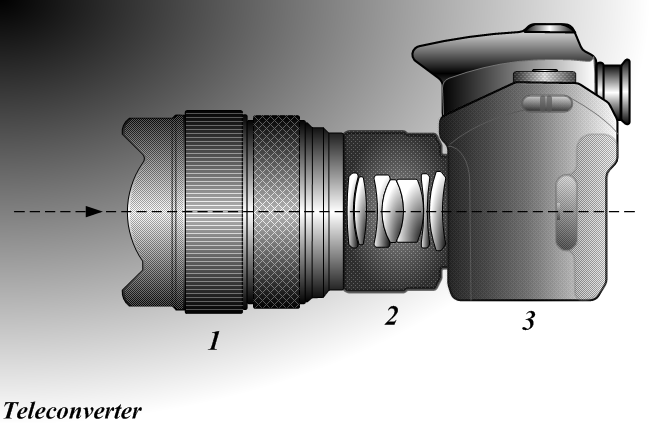
Un doubleur de focale Olympus EC-20
1 : Objectif
2 : Multiplicateur de focale
3 : Boîtier

Le multiplicateur de focale le plus courant était le « doubleur de focale » (appelé plus simplement « doubleur »). Comme son nom l'indique, il permet d'obtenir le cadrage que fournirait un objectif ayant deux fois la focale de l'objectif qu'on utilise.
De la même manière, il a existé des tripleurs de focale, pour obtenir le cadrage d'un objectif qui aurait une focale triple de celle utilisée.
Les multiplicateurs de focale ayant des inconvénients, des multiplicateurs avec des valeurs plus réduites ont été commercialisés pour les limiter : ainsi les catalogues des constructeurs comportent-ils généralement des modèles de facteur 1,4 et parfois de facteur 1,7.
Parmi les modèles spéciaux, au début de l'autofocus, il y a eu des multiplicateurs par 1,7 avec des lentilles mobiles, dont le but principal était de permettre l'utilisation de l'autofocus avec des anciens objectifs Canon ou Pentax fonctionnant en mise au point manuelle.
Sur certains doubleurs de focale, le bloc optique est amovible, ce qui permet de transformer le doubleur en bague allonge.

## Construction optique
Un multiplicateur de focale est constitué d'un ensemble de lentilles majoritairement divergentes (en général 7 lentilles sur un bon doubleur). Positionné entre l'objectif et le boîtier, il écarte les rayons lumineux, de telle sorte que la partie centrale de l'image initiale est projetée agrandie sur la surface sensible. Il agit donc comme le bloc divergent d'un télé-objectif.

## Avantages et inconvénients

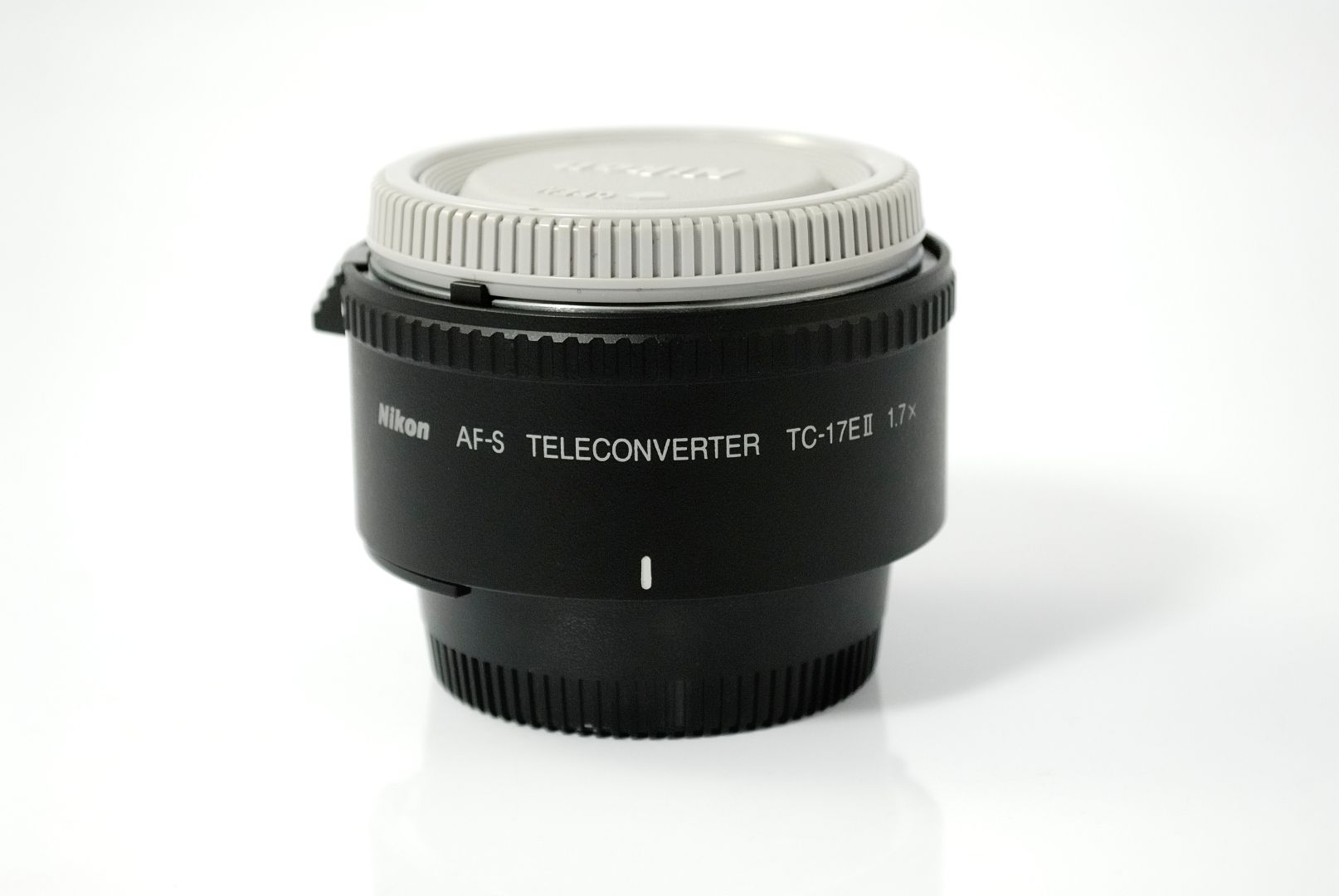
Téléconvertisseur Nikon TC-17E II

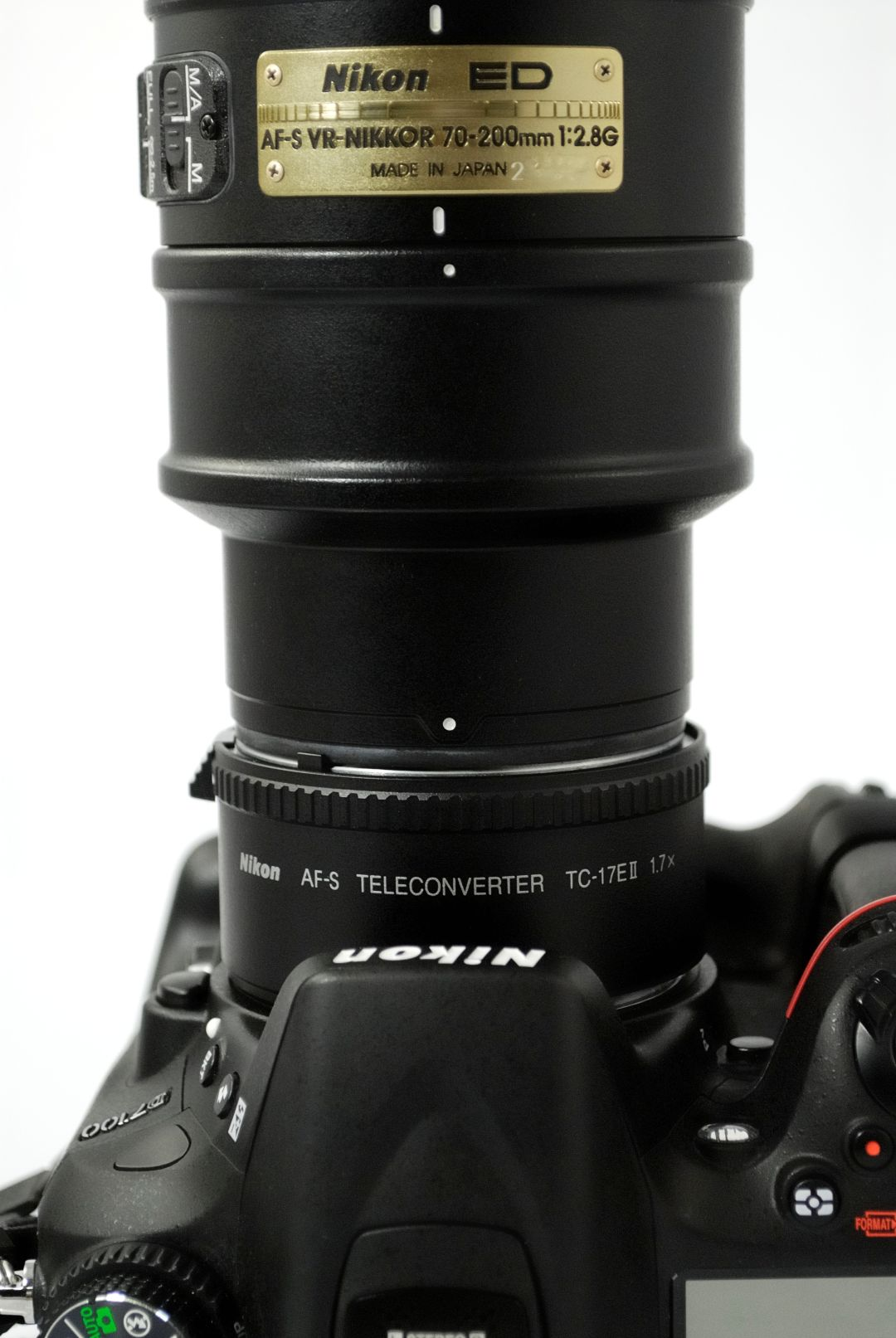
Nikon TC-17E II monté avec un zoom 2,8/70-200

Un multiplicateur de focale permet de disposer du cadrage que fourniraient des téléobjectifs puissants, sans l'inconvénient d'avoir à acheter d'autres objectifs coûteux, lourds et encombrants. C'est donc une solution économique qui permet aussi de s'équiper légèrement.
Par contre, en multipliant les dimensions de la partie centrale de l'image, on multiplie au carré sa surface, et sa luminosité est divisée dans les mêmes proportions.
Concrètement :
- Avec un doubleur de focale, la luminosité est divisée par 4. On perd donc 2 diaphragmes.
- Avec un tripleur de focale, la luminosité est divisée par 9. On perd donc plus de 3 diaphragmes.
- Avec un multiplicateur par 1,4 la luminosité est encore divisée par 2. On perd donc 1 diaphragme.

Une autre conséquence concerne l'autofocus. Si l'on double la focale d'un objectif ouvert à f/2,8 (par exemple un zoom lumineux), on obtient un autre objectif certes compact pour sa focale, mais ouvert à f/5,6 soit la limite maximale pour que la plupart des autofocus fonctionnent encore.
Avec des objectifs moins lumineux, l'utilisation d'un doubleur (ou d'un tripleur) impose de passer en mise au point manuelle. Et dans ce cas-là, on disposera d'une visée peu lumineuse et d'une bague de mise au point trop peu démultipliée. On voit ici l'intérêt d'un multiplicateur par 1,4 qui, en plus de faire perdre moins de lumière, permettra l'autofocus avec des objectifs ouverts à f/4 ou sinon une mise au point manuelle plus facile.
En agrandissant une image, on agrandit aussi tous ses défauts. Pour avoir donc encore de bonnes images avec un doubleur (voire tripleur), il faut que la netteté et la définition de l'image sans cet accessoire soient déjà excellentes, ce qui est rarement le cas pour les télézooms utilisés à leur focale maximale. Toutefois, seule la partie centrale de l'image étant utilisée, on élimine ainsi les défauts pouvant affecter ses zones périphériques, souvent plus importants que dans la partie centrale.
Point intéressant, l'utilisation d'un multiplicateur de focale ne change pas la distance minimale de mise au point de l'optique. On obtient donc un rapport de reproduction plus important ce qui peut être favorable en proxiphotographie ou macrophotographie.
À noter que certains fabricants proposent des multiplicateurs 1,4 et des doubleurs spécifiques pour certains de leurs téléobjectifs, afin d'éviter une trop forte dégradation de la qualité de l'image finale. Par ailleurs les multiplicateurs de focale modernes sont souvent incompatibles avec de nombreuses optiques, comme les zooms transtandards, qui ont fréquemment une lentille arrière protubérante interdisant leur montage. Leur domaine d'emploi privilégié est l'association avec les longues focales et les télézooms. Dans tous les cas, il faut vérifier la compatibilité entre les éléments du montage envisagé car, outre l'aspect mécanique et optique, il faut que le convertisseur de focale puisse transmettre correctement les informations entre l'optique et le boîtier.